# Frederick William Franz

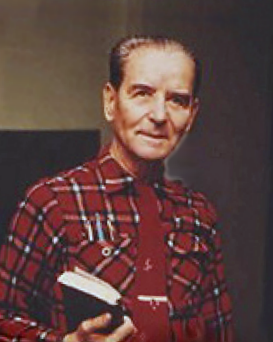

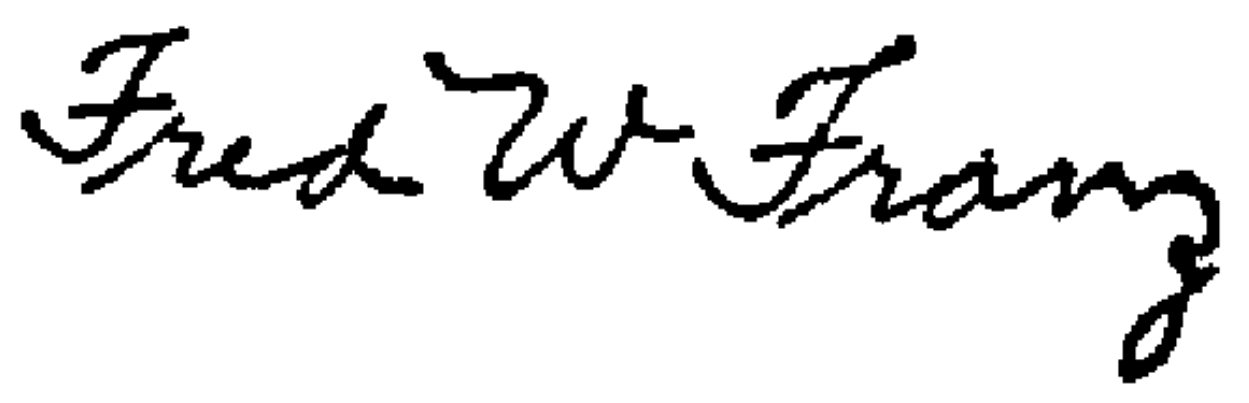
Unterschrift

Frederick William Franz (* 12. September 1893 in Covington, Kentucky, Vereinigte Staaten; † 22. Dezember 1992) war von 1945 bis 1977 Vizepräsident, von 1977 bis 1992 Präsident der Watchtower Bible and Tract Society, der bekanntesten Rechtsköperschaft, derer sich die Religionsgemeinschaft der Zeugen Jehovas bedient. Er war Mitglied der leitenden Körperschaft der Zeugen Jehovas.
Franz wurde 1893 geboren, er hatte drei Geschwister. Er besuchte von 1911 bis 1914 die University of Cincinnati, da er zunächst presbyterianischer Geistlicher werden wollte. Durch eine Schrift John Edgars auf die Lehren Charles Taze Russells aufmerksam geworden, ließ er sich 1913 oder 1914 als Bibelforscher taufen und setzte sich ab 1914 als Vollzeitprediger ein, um die Lehren der Zeugen Jehovas zu verkünden. Ab 1920 arbeitete er in der Druckerei in der Zentrale der Zeugen Jehovas in Brooklyn, New York. Nebenbei war er für deren Rundfunksender WBBR sowohl als Redner als auch mit Beiträgen für das Musikprogramm tätig. Ab 1926 wirkte er in der Redaktion der Watchtower Bible and Tract Society. 1945 wurde er Vizepräsident dieser Körperschaft, von 1977 bis zu seinem Tod war er ihr Präsident. Im Leitungsgremium der Zeugen Jehovas, der sogenannten leitenden Körperschaft, war er im Verlagskomitee und im Schreibkomitee tätig.